# Giovanni Paladini
Giovanni Paladini (Piazza al Serchio, 12 luglio 1957) è un politico italiano.

## Biografia
Dopo aver conseguito il diploma magistrale, entra in Polizia di Stato, dove diventa Ispettore Superiore Sostituto Commissario e anche segretario generale aggiunto del Sindacato Autonomo di Polizia.
Nel 2000 viene eletto consigliere regionale in Liguria nelle liste de I Democratici, venendo poi riconfermato nel 2005 con La Margherita.
Divenuto nel frattempo coordinatore provinciale del partito decide tuttavia, al suo scioglimento nel 2007, di non confluire nel Partito Democratico.
Passa invece all'Italia Dei Valori, di cui diviene coordinatore regionale. Nel 2008 viene eletto alla Camera dei Deputati.
Il 21 novembre 2012 annuncia le sue dimissioni dal partito di cui è coordinatore regionale in Liguria e dal gruppo parlamentare alla Camera dell'IdV, insieme al deputato Gaetano Porcino e al senatore Stefano Pedica. La defezione di Paladini e degli altri segue di poco quella dell'ex Capogruppo IdV alla Camera Massimo Donadi e del deputato ed ex coordinatore regionale IdV in Campania Aniello Formisano, i quali criticano duramente il leader del partito Antonio Di Pietro per aver dato una linea politica al partito spostata verso il Movimento 5 Stelle di Beppe Grillo: egli paventa l'ipotesi di scioglimento del partito al fine di creare una nuova lista alleata dei grillini con conseguente, definitiva rimozione di IdV dall'alveo del centrosinistra e rischio di ridurre il partito all'irrilevanza nel quadro politico nazionale. Viene criticata anche una gestione troppo personalistica e padronale da parte del leader, sia nella linea politica, volta ad attacchi continui contro il Presidente della Repubblica Giorgio Napolitano, il Presidente del Consiglio Mario Monti e gli alleati del Partito Democratico, sia nella gestione economica e finanziaria dei beni del partito. L'intenzione dei dissidenti dell'IdV è quella di formare un nuovo soggetto politico che abbia come interlocutore un centrosinistra moderato. Il 22 novembre partecipa alla presentazione del nuovo soggetto politico Diritti e Libertà, che un mese dopo confluisce in Centro Democratico. Decidono di seguire il coordinatore dimissionario anche il vicepresidente della Regione Liguria Nicolò Scialfa, la capogruppo IdV in Consiglio regionale della Liguria Marylin Fusco, l'Assessore regionale all'Urbanistica Gabriele Cascino, il coordinatore provinciale IdV genovese Francesco De Simone e il vicecapogruppo vicario dell'IdV a Genova Francesco De Benedictis.
Il 13 aprile 2015 viene rinviato a giudizio per peculato, falso e truffa; la prima udienza si terrà l'8 luglio seguente.